# Kronika czyli historia jednego stulecia Bizancjum
Kronika czyli historia jednego stulecia Bizancjum – dzieło bizantyńskiego historyka Michała Psellosa z XI wieku.

## Kronika
Kronika ta jest jedynym historycznym dziełem Michała Psellosa. Psellos tylko raz użył w swoim dziele nazwy kronika (ks. V, p. 24). Swoje dzieło nazwał „historią” (ks. VII Konstantyn Dukas p. 23, ks. VI p. 22, 63, ks. VII Michał Dukas p. 1). Tytuł kronika zapewne pochodzi od kopisty. Pierwszy wydawca nowożytny Kroniki K.N. Sathas dodał podtytuł i wydał jako Kronika, czyli historia jednego stulecia Bizancjum (976-1077).
W manuskrypcie istniał podział na siedem ksiąg. Podział na podrozdziały i daty panowania cesarzy dodał francuski wydawca E. Renauld. Kroniki bizantyńskie powstawały w środowisku dworskim lub kościelnym. Kronika napisana przez Psellosa powstała w środowisku dworskim. Psellos był mnichem, ale przeważnie przebywał w Konstantynopolu.
W Kronice, mimo że wydarzenia są ułożone chronologicznie, nie ma żadnej rocznej daty. Występują daty dzienne i miesięczne podawane według ery bizantyńskiej (początek ery 1 września 5509 r. p.Ch.). Czasami podawane są nawet godziny np. „[Teodora] zmarła na godzinę przed końcem roku” (ks. VI, Teodora, p. 21), tj. 31 sierpnia.
Kronika napisana jest klasycznym językiem greckim. Występuje w niej wiele ozdobników retorycznych i neologizmów. Słownictwo jest bardzo bogate. Odróżnia ją to od innych kronik bizantyńskich, które były zazwyczaj pisane kojne – współczesną greką używaną w języku codziennym. Psellos często nawiązuje do pisarzy starożytnych i wczesnochrześcijańskich. Długa jest lista historyków, poetów, filozofów, retorów Ojców Kościoła z których bierze inspiracje. Bardzo widoczny w Kronice jest wpływ dzieł Homera (ks. IV, p. 47). Całe dzieło przypomina pamiętnik historyczny tym bardziej, że Psellos będąc blisko dworu był świadkiem wydarzeń i niejednokrotnie miał na nie wpływ. Kronika oddaje historię życia codziennego w Bizancjum w XI wieku
Kronikę Psellosa można podzielić na dwie zasadnicze części. Pierwsza obejmuje księgi od I do paragrafu 51 VII księgi. Została ona opracowana w latach 1059-1063 i obejmuje lata 976-1059 (od wstąpienia na tron Bazylego II do końca panowania Izaaka I Komnena). Obejmuje ona rządy dziesięciu cesarzy. Psellos rozpoczął od 976 roku, bowiem na tym roku urywa się Historia współczesna (959-976) Leona Diakona. Historycy bizantyńscy, w tym i Psellos zaczynali swoje dzieła na tym miejscu, gdzie skończyli ich poprzednicy. Kronikę zaczyna notka z której dowiadujemy się, kto jest jej autorem i jakich cesarzy dzieje opowiada (pierwotnie 976-1059, później Psellos dopisał partię za lata 1059-1077.
Pierwsze trzy księgi są skrótowe. Pierwsza obejmuje panowanie Bazylego II (976-1025), w 37 paragrafach, księga II – Konstantyna VIII (1025-1028) w 10 paragrafach a III Romana III Argyrosa (1028-1034) w 26 paragrafach. Jest to duży skrót historii. Psellos usprawiedliwia się (ks. III, p. 1) pisząc, że był bardzo młody i nie miał własnego zdania o władcach z lat 976-1034 (Psellos urodził się około 1018 roku). Z cesarzem Romanem III Psellos raz rozmawiał (ks. III, p. 1).
Następne księgi są już obszerniejsze. Obejmują one panowanie Michała IV (1034-1041) (ks.IV, 55 paragrafów). Księga V obejmuje 51 paragrafów o Michale V (1041-1042) i Teodorze (1042). Najobszerniejsza jest księga VI mająca 203 paragrafy w której opisani są Zoe, Teodora (1042) i Konstantyn IX Monomach (1042-1055). Na końcu tej księgi jest 21 paragrafów o ponownych rządach Teodory (1056). Księga VII poświęcona jest rządom Michała VI Starego (1056-1057) i Izaaka I Komnena (1057-1059) – 92 paragrafy. W paragrafie 51 księgi VII Psellos pisze Tu położę kres mojej historii. To miała być cała Kronika, „dzieło zwięzłe” (ks. VI p. 73) tak jak oczekiwał tego od Psellosa „najdroższy w świecie przyjaciel” (ks. VI p. 22) – Konstantyn Leichudes, jeden z inicjatorów napisania tego dzieła.
Później na życzenie cesarza Michała VII Dukasa opracował około 1077 roku dalszą część Kroniki. Objęła ona panowanie Konstantyna X Dukasa (1059-1067) w 29 paragrafach, Eudoksji i Romana IV Diogenesa (1068-1072) w 43 paragrafach i część panowania Michała VII Dukasa (1072-1078) – 20 paragrafów. Tekst Kroniki urywa się w 1077 roku na liście Michała VII do uzurpatora Nicefora Botaniatesa. Kronikarz pisał wtedy pod nadzorem cesarza. Ta część dzieła nie jest obiektywna. Jest jakby panegiryk na cześć rodu Dukasów. Konstantyn X i Michał VII są przedstawieni jako władcy idealni. Psellos pisze: cesarz dowiedział się, że mam zamiar opowiedzieć o nim w mojej historii, i rozkazał, żebym nie pisał dotąd, dopóki on sam nie nakreśli głównych cech swego charakteru. Wówczas jego sekretarz przeczytał mi to, co on napisał (ks. VII, Michał VII, p. 1). Widać tutaj dużą ingerencję Michała VII w kształt dzieła.
Obie części Kroniki połączono ze sobą po śmierci Psellosa. Praca nad Kroniką nie została ukończona przez Psellosa bowiem tekst urywa się i nie ma wstępu obejmującego skrót wydarzeń zawartych w dziele.
Oryginał Kroniki Michała Psellosa niestety nie zachował się do naszych czasów. Jest tylko kopia, pergaminowy rękopis pochodzący z XII wieku. Ów rękopis zawiera również bizantyńskie kroniki Leona Diakona, Michała Attaleiatesa i Jana Skylitzesa. Znajduje się on w Bibliotece Narodowej w Paryżu (Codex Parisinus, 1712). Dzieła umieszczone w Codexie napisane są minuskułą, zaznaczone są akcenty, ligatury i ornamentyka. Jest w nim wiele błędów ortograficznych. To na podstawie tej kopii sporządzono dwie edycje. Fragmenty Kroniki znajdują się we florenckim manuskrypcie (Laurentianus Plut. LVII, Cod. 40, nr 56, 61, 62). Pochodzi on z XV wieku i znajduje się w Bibliotece Laurenziana we Florencji.
Kronika Psellosa została dość wcześnie wykorzystana jako źródło przez historyków i kronikarzy bizantyńskich. Jako pierwszy wykorzystał to dzieło rówieśnik Psellosa – Jan Skylitzes autor Kroniki (około 1057) obejmującej lata 811-1057. Następnie wykorzystał ją historiograf Nicefor Bryennios, autor pracy Materiały historyczne (I połowa XII w.) opisującej lata 1070-1079 w Bizancjum. Przepisał on niektóre rozdziały Kroniki do swojej pracy niemal dosłownie. Żona Bryenniosa, jedyna pisarka bizantyńska księżniczka Anna Komnena nawiązała do pracy Psellosa. Napisała ona Aleksjadę (lata czterdzieste XII w.) dzieło opisujące panowanie jej ojca Aleksego I Komnena (1081-1118). W największym stopniu wykorzystał Kronikę Psellosa Jan Zonaras autor kompilacyjnej kroniki Skrót historii(połowa XII w.) obejmującej dzieje od „stworzenia świata” do 1118 roku. Ostatnim kronikarzem bizantyńskim, który wykorzystał Kronikę Psellosa jako źródło historyczne był Michał Glykas w swojej Księdze historii obejmującej lata od „stworzenia świata” do 1118 roku (druga połowa XII w.)

## Historiografia
Grek Leo Allatius, który jako pierwszy wydał pisma Psellosa (I połowa XVII w.) przypuszczał, że było kilku Psellosów. Później bezkrytycznie przyjmowano tezę o dwóch Psellosach: Starszym z IX w. i Młodszym z XI wieku (z twórczości Starszego miało nic się nie zachować). Jedynym dziełem historycznym Psellosa żywo interesowali się historycy podejmując badania nad historią Bizancjum X i XI wieku. W Kronice można znaleźć barwne życiorysy cesarzy, obraz życia codziennego, szczegóły przewrotów i spisków pałacowych. Najstarsze przekłady na łacinę Kroniki Combefisa z XVII w. oraz E. Millera i C.B. Haasego z XIX w., nie były opublikowane i zaginęły. Pierwsza edycja Kroniki była w roku 1874. Wydał ją Grek K.N. Sathas w serii źródłowej Mesaionike Bibliotheke (Bibliotheca Graeca medii aevi).Wydanie było bez komentarza i miało minimalny aparat krytyczny. Wydanie to następnie powtórzono w serii Byzantine Text, ed. B. Bury: K.N. Sathas, The history of Psellus with critical notes idices, w Londynie w roku 1899. Sathas rozszerzył tytuł Kroniki, dodając czyli dzieje jednego stulecia Bizancjum (976-1077). Druga edycja Kroniki ukazała się w latach 1926-1928 w Paryżu. Wydał ją E. Renauld pozostawiając tytuł nadany przez Sathasa. Dodał imiona cesarzy z datami panowania i podtytuły. Sporządził też doskonały aparat filologiczno-historyczny i tłumaczenie na francuski. Wcześniej ukazało się tłumaczenie części Kroniki na niemiecki K. Dietericha (Lipsk 1912). W 1952 (w Leiden) roku ukazało się tłumaczenie angielskie powtórzone w 1966 (w Harmondworth). Istnieją dwa przekłady czeskie J. Skalikego (1939) i R. Dostalova (Praha 1982). Są również dwa przekłady rosyjskie jeden w wyjątkach (Moskwa 1951) i J.N. Lubarskiego (Moskwa 1978).

### Zachowane rękopisy „Kroniki”
- Codex Parisinus, 1712, Biblioteka Narodowa w Paryżu, XII w., pergamin (wraz z dziełami Leona Diakona, Michała Attaliatesa, Jana Skylitzesa i Jana Zonarasa).
- Laurentianus Plut. LVII, Cod. 40, nr 56, 61, 62, Biblioteka Laurenziana we Florencji, XV w. (fragmenty).

### Wydania „Kroniki” (układ chronologiczny)
- K. N. Sathas, Mesaionike Bibliotheke (Bibliotheca Graeca medii aevi), t. 4, VII- CXIX, Athenai-Paris 1874, s. 3-299.
- K. N. Sathas, The History of Psellus with critical notes and indices, Byzantine Text, ed. B. Bury, London 1899.
- Michel Psellos, Chronographie ou Histoire d un siecle de Byzance (976-1077), t. 1-2, texte etabli et traduit par E. Renauld, Paris 1926-1928 (wraz z przekładem na język francuski).

### Przekłady „Kroniki” (układ chronologiczny)
- Combefis, XVII w., przekład na łacinę, zaginął, nie wydany.
- Miller E., XIX w., przekład na łacinę, zaginął, nie wydany.
- Haaseg B.C., XIX w., przekład na łacinę, zaginął, nie wydany.
- Byzantinische Quellen zur Lander- und Volkerkunde, t. I-II, przeł. K. Dieterich, Leipzig 1912 (w wyjątkach, przekład na niemiecki).
- Michel Psellos, Chronographie ou Histoire d un siecle de Byzance (976-1077), t. I-II, texte etabli et traduit par E. Renauld, Paris 1926-1928 (oryginał z przekładem na język francuski; seria Collection Byzantine Publiee Sous le Patronnage de l'Association Guillaume Bude. Societe d Edition „Les belles lettres”).
- Michael Psellos, Chronographie (976-1077),z reciny prelizil Jaroslav Skalicky, ve Stare Risi na Morave, Dobreho Dila svazek 1939 (przekład na czeski).
- Sbornik dokumientov po socjalno-ekonomiczeskoj istorii Vizantii, Moskva 1951 (w wyborze, przekład na rosyjski).
- The Chronographia of Michael Psellus, translated from the Greek by Sewter A.R.E... with Introduction by J.N. Hussey, Leiden 1952 (przekład na angielski).
- The Chronographia of Michael Psellus, translated from the Greek by Sewter A.R.E... with Introduction by J.N. Hussey, wyd.2, Harmondworth 1966 (przekład na angielski).
- Michaił Psellus, Chronografija, Perevod, stat’ja i primecanija J.N. Lubarskij, Moskwa 1978 (przekład na rosyjski).
- Michel Psellos, przeł. R. Dostalov, Praha 1982. Bizantske Letopisy. (przekład na czeski).
- Michał Psellos, Kronika, czyli historia jednego stulecia Bizancjum (976-1077), z języka greckiego przełożył, wstępem i przypisami opatrzył Oktawiusz Jurewicz, Wrocław 1985. [Biblioteka Przekładów z Kultury Antycznej t. 26] (przekład na polski; wyd. 2 Wrocław: Zakład Narodowy im. Ossolińskich Wydawnictwo - De Agostini Polska 2005).

## Opracowania
- Helena Cichocka [rec.], Michał Psellos, Kronika, czyli historia jednego stulecia Bizancjum (976-1077), z języka greckiego przełożył, wstępem i przypisami opatrzył O. Jurewicz, Wrocław 1985, „Nowe Książki” (1986), z. 4, s. 14-15.
- J. Hussey, Michael Psellos, the Byzantine Historian, „Speculum” 10 (1935), s. 81-90.
- Oktawiusz Jurewicz, „Die Chronographie” des Michael Psellos als Quelle zur byzantinischen Kultur im Ausgang des 10 Jh., „Eos” 72 (1984), z. 2, s. 315-322 (= Byzantinische Forschungen, Amsterdam 1992, s. 137-146.
- Oktawiusz Jurewicz, Michał Psellos [w:] Słownik pisarzy świata, t. 1, Literatura antyczna: starogrecka, bizantyńska, nowogrecka, rzymska. Literatura afrykańska, oprac. O. Jurewicz, S. Piłaszewicz, Warszawa 1994, s. 52-53.
- Oktawiusz Jurewicz, Historia literatury bizantyńskiej. Zarys, Wrocław 1984.
- D.I. Polemis, When Did Psellos Die ?, „Byzantinische Zeitschrift” 58 (1965), s. 73-75.